# Penrhyn Stanlaws
Penrhyn Stanlaws (de son vrai nom Penrhyn Stanley Adamson), né le 19 mars 1877 à Dundee (Écosse) et décédé le 20 mai 1957 à Los Angeles (Californie), est un réalisateur américain, d'origine écossaise, de l'époque du cinéma muet.
C'est surtout un peintre et illustrateur, qui a réalisé notamment un certain nombre de couvertures pour le "Saturday Evening Post", "Metropolitan", "The New Movie", "Ladies' Home Journal", "Heart's International", "Associated Sunday Magazine.
Il a aussi été à l'origine de la construction en 1915 de l'Hôtel des Artistes à New York, une résidence où des artistes pouvaient vivre et travailler. Y ont séjourné par exemple Isadora Duncan ou Noel Coward.

## Filmographie
- 1921 At the End of the World
- 1921 The House That Jazz Built
- 1921 The Little Minister
- 1922 The Law and the Woman
- 1922 Over the Border (en)
- 1922 Pink Gods
- 1922 Singed Wings